# Alexiu Berinde
Alexiu Berinde (n. 1 decembrie 1844, Boinești, Principatul Transilvaniei, Imperiul Austriac – d. 26 decembrie 1923, Seini, județul Satu Mare, Regatul României) a fost un preot protopop, memorandist, politician și arhitect român, membru al mișcării unioniste.

## Biografie
Preotul Alexiu Berinde s-a născut în data de 1 decembrie 1844, la Boinești, localitate din Țara Oașului, în Principatul Transilvaniei, Imperiul Austriac (astăzi în județul Satu Mare, România).

## Decesul
Alexiu Berinde a decedat în data de 26 decembrie 1923, la vârsta de 79 de ani. A fost înmormântat în cimitirul vechi din Seini, de pe strada Băii. La mormânt, a fost ridicat un obelisc din marmură neagră, înalt de cinci metri.
În data de 13 iunie 1938, "Astra" sătmăreană, a ținut adunarea generală la Seini, ocazie cu care s-a făcut un pelerinaj la mormântul lui Alexiu Berinde, unde s-au depus coroane de flori, în semn de recunoștință veșnică Eroilor Neamului Românesc.